# 軽井沢ヴィネット
『軽井沢ヴィネット』（かるいざわヴィネット、Karuizawa Vignette）は、日本の出版社・軽井沢新聞社が発行している地方情報雑誌。春・夏（4月・7または8月）発売。1981年までは軽井沢めいとだった。
主に軽井沢町を中心としたグルメ･著名人･文学･旅･別荘情報や最新トレンド情報などを網羅しているほか、連載も多岐にわたる。
定価は通常800円だが、別冊のヴィネット･デリスは500円（税込、2017年下巻vol.121現在）。
2020年4月発行号にリニューアルし、定価は990円（税込、2021年下巻vol.129現在）。

## 歴史
1979年、アドエイドより『軽井沢めいと』（Karuizawa Meito）として創刊。軽井沢のタウン情報誌として誕生。発行元は軽井沢デザインセンター→軽井沢めいと編集室→軽井沢新聞社・軽井沢ヴィネット編集室→軽井沢新聞社・軽井沢編集部と変遷している。
1982年の発行号での誌面一新に伴い、現在の『軽井沢ヴィネット』に改題。誌面が大幅にリニューアルされ、判型もB6からB5
にサイズアップされた。
1992年夏号、50号記念号からタブロイド版の半分のサイズに変更。
2000年特別号、グランヴィネット発刊。
2004年、創刊25周年を迎えた。
2005年Vol.89・90合併号より大幅リニューアル。A4サイズ、定価800円に変更。
2008年、100号を発刊。
2011年発行号から、年2回の発行に変更。定期購読者向けだったヴィネットデリスを定期刊行物として発刊。
2014年、創刊35周年を迎えた。
2019年、創刊40周年。
2020年、vol.126号よりリニューアル。A4変形判、定価990円に変更。

## 販売エリア
長野県の軽井沢町全域の他、長野・群馬・新潟・富山・東京各都県の一部で販売しているが、その他の地域でも大型書店、ネット書店などで購入が可能。

## 記事・連載

### 季刊化以降
（2011年4月20日・第108号）
- MAP
- 特集
  - 軽井沢食紀行
  - 軽井沢宝探し
  - 別荘訪問インタビュー
- 連載
  - ピトレスク風景
  - デッサンで巡る歴史別荘散歩
  - 別荘の食卓
  - エッセー
  - 文学者たちの軽井沢
- ショップガイド
- イベント情報

### 年3刊時代
- MAP
- 特集
  - 別荘訪問
  - 著名人インタビュー
  - 軽井沢の自然
  - 軽井沢の別荘
- 連載
  - ピトレスク風景
  - デッサンで巡る歴史別荘散歩
  - 想い出の道を歩く
  - エッセー
  - 文学者たちの軽井沢
  - 軽井沢秘境探険
- ショップガイド
- イベント情報

#### 軽井沢めいと時代の企画
- 別荘訪問
- 著名人対談
- 誌上討論会
- 文学碑散歩
- イラストマップ＆ガイド
- 宿泊情報
- 軽井沢の野鳥

## 姉妹誌・関連誌
- ヴィネット・デリス
- 軽井沢地図とお店
- 軽井沢スタイルマガジン
- 軽井沢新聞
- 軽井沢に住む。

### 関連本
- 軽井沢の別荘
- 軽井沢の法則
- 軽井沢秘境探険
- リゾート軽井沢の品格
- 文学者たちの軽井沢
- 軽井沢取材日記
- ヒストリーオブカルイザワ
- マリンちゃん
- デッサンで巡る歴史別荘散歩